# Ernst Ebeling
Ernst Ebeling, född i Hannover 1804, död 1883, var en tysk arkitekt.
Ebeling studerade byggnadskonst i Karlsruhe under Friedrich Weinbrenner och gjorde efter dennes död (1826) studieresor i Italien. Återkommen till Hannover 1829, utvecklade han en omfattande verksamhet, avbruten av konstresor till England eller Italien. Han utförde Polytekniska skolan i Hannover (1835-37) efter förebilden av Palazzo Riccardi i Florens, Tyghuset, även den i florentinsk stil (1849), Kadettskolan, Lantdagshuset, i engelsk gotik, samt många privata hus.